# Benjamin Constant Botelho de Magalhães
Benjamin Constant Botelho de Magalhães (Niterói, 18 de octubre de 1836 – Río de Janeiro, 22 de enero de 1891) fue un militar y pensador político brasileño. Participó en la Guerra de la Triple Alianza (1865–1870) como ingeniero civil y militar. Fue seguidor asiduo del pensador positivista francés Auguste Comte, y se convirtió en fundador del movimiento positivista de Brasil (Sociedade Positivista do Brasil, Sociedad Positivista Brasileña). A partir de ahí desarrollaría una posición republicana. Debido a desacuerdos internos renunció a la Sociedad Positivista brasileña .Fue un importante promotor del levantamiento republicano de 1889, fue nombrado Ministro de Guerra y posteriormente Ministro de Enseñanza Pública durante el gobierno provisorio. En las disposiciones transitorias de la Constitución brasileña de 1891 es consagrado como "fundador de la República". Falleció de 57 años en Río de Janeiro.

## Primeros años y familia
Benjamin Constant nació en Niterói  el 18 de octubre de 1836. Fue bautizado en honor al escritor y constitucionalista francés Benjamin Constant. Su padre, Leopoldo Henrique Botelho de Magalhães fue profesor después de servir como teniente del cuerpo de artillería de la Marina portuguesa. Su padre viajó a Brasil en 1822 y fue miembro del Ejército Brasilero hasta la independencia. Se casó en 1835 con una brasilera, Bernardina Joaquina da Silva Guimarães con quien tuvo cuatro hijos, Benjamin Constant el mayor. Los ingresos familiares provenían de las clases particulares dictadas por el padre de educación primaria, gramática y latín.
Durante su infancia la familia vivió en varias ciudades: Macaé, Magé y Petrópolis. A los cinco años recibió las primeras lecciones de lectoescritura de su padre, y a los diez le ayudaba como tutor para los estudiantes menos adelantados. Posteriormente el padre aceptaría administrar una hacienda del Barón de Laies ubicada en Minas Gerais hasta la muerte el 15 de octubre de 1849, evento que desencadenaría una crisis de depresión en la madre. Doña Bernardina asumió el rol de proveedora del hogar trasladándolo a una pequeña ciudad en Minas Gerais.
Al poco tiempo, Benjamin Constant fue admitido al Colegio de San Benito de Río de Janeiro dirigido por monjes benedictinos. En 1852 Benjamin se matricula en la Escuela Militar donde alcanzaría el grado de alférez. En 1858 fue encarcelado en la Fortaleza de Santa Cruz da Barra tras ser rebelarse contra una acusación de robo contra los alumnos.

## Carrera militar y pública
Participó en la Guerra de la Triple Alianza donde rivalizaría con el comandante del ejército Caxias. Durante su carrera militar siguió una doctrina positivista, entonces percibida como aquella orientada hacia el establecimiento de una moral superior. Benjamín Constant las aplicaría en su vida como profesor, matemático, militar, escritor, ciudadano, persona. Sin embargo, más tarde rompió con su afiliación al positivismo, por considerar excesivamente imperativos sus métodos de convencimiento.
Sirvió como Ministro de Guerra recién constituida la república hasta 1890, fecha en la que asume el recién creado Ministerio de Enseñanza Pública, Correos y Telégrafos. Como primer ministro de educación dio prioridad a la Escuela Militar, a la Escuela Normal (que preparaba profesores) y al Instituto Nacional de los Ciegos.

## Legado
En 1972 el gobierno brasileño transformó la antigua residencia de Benjamin Constant, en el barrio de Santa Teresa, en el municipio de Río de Janeiro, en el Museo Casa de Benjamin Constant, en museo. Este museo expone para el público en general la casa conforme se arreglaba a finales del siglo XIX, cuando allí vivía Benjamin Constant. Para el público académico, realiza investigaciones de carácter histórico y sociológico sobre Brasil de fines del siglo XIX e inicio del siglo XX.
El municipio del estado brasilero Amazonas lleva el nombre de Benjamin Constant. Fue dado a sugerencia del general Cândido Rondon, cuando encabezó la Comisión Mixta de Leticia, en homenaje al General Benjamin Constant Botelho de Magalhaes, el instigador del movimiento del 15 de noviembre de 1889, que proclamó la República. Es la última localidad unida por la carretera Transamazónica.